# Román Rivera Torres
Román Rivera Torres (Ciudad de México, 29 de enero) es un arquitecto, urbanista y desarrollador turístico. Estudió la carrera de Arquitectura y un postgrado de Urbanismo en la Universidad Iberoamericana en la Ciudad de México. Creador de Complejo Turístico Puerto Aventuras.
1974 llegó a la Ciudad de Cancún y junto con Carlos Constandse fundan Grupo RITCO, empresa que logra coodinar proyectos y obras en el sector turístico por más de 100 millones de dólares.
En 1984 inició un pequeño desarrollo autónomo conocido como Aventura Akumal, que incluía un hotel de 130 habitaciones, un club, condominios y casas.
En 1989, al percatarse del inicio del desarrollo hacia la Riviera Maya, ante la aparición de la Sedue y la necesidad de unificar lenguajes entre desarrollo y protección ecológica, formó la Asociación de Propietarios y Desarrolladores del Corredor Turístico Cancún - Tulum, con el objetivo de reunir los puntos de vista y darle fuerza y presencia a la voz de los propietarios y desarrolladores de esta franja, y con ello agilizar las negociaciones y acuerdos con las nuevas autoridades ecológicas en los niveles federal, estatal y municipal. A través de esta asociación participó en la elaboración del primer plan de ordenamiento del Corredor Cancún-Tulum.
Con el antecedente de la agrupación fundada, poco tiempo después se constituyó la Asociación de Propietarios e Inversionistas de la Riviera Maya A.C. (APIR).

## Proyectos desarrollados

### Comunidades Residenciales
- Puerto Aventuras; 1,400 Acres  Riviera Maya, México
- Lomas de Coyocoyoc; 1,500 Acres Morelos, México
- Paraíso de América; 500 Acres Morelos, México
- Westerly; 900 Acres  Santa Barbara CA. Estados Unidos de América
- Aventuras Akumal; 90 Acres Akumal, México
- Punta Residence Rica;	90 Acres Colombia
- Porto Lucia; 70 Acres Las Salinas, Ecuador
- Islas del Sol;	500 Acres Cancún, México

### Hoteles
- Club Oasis; 310 Habitaciones Puerto Aventuras, México
- Oasis Playa; 400 Habitaciones Cancún, México
- OMNI Hotel y Residencias; 400 Habitaciones Cancún, México
- Hacienda Cocoyoc; 500 Habitaciones Morelos, México
- Solymar; 280 Habitaciones Cancún, México
- Brisas; 180 Habitaciones Cancún, México
- Oasis Aventura; 120 Habitaciones Akumal, México
- Sheraton; 330 Habitaciones Huatulco, México
- Continental Plaza; 120 Habitaciones Puerto Aventuras, México
- OMNI Beach Resort; 30 Habitaciones Puerto Aventuras, México

## Libros
- 2003 Legend of the Golden Gate[4]